# 安部壽和
安部 壽和（あべ としかず、1952年〈昭和27年〉- ）は、日本の元陸上自衛官、剣道家。最終階級は陸将補、剣道の段位は教士八段。

## 人物
山形県鶴岡市出身。第11特科連隊長、自衛隊福岡地方連絡部長、陸上自衛隊輸送学校長などを歴任した。1佐までの職種は野戦特科。
6歳から剣道を始め、2008年に合格率わずか1％の難関である八段昇段試験に合格した（防衛大学校出身者では2人目）。座右の銘は「謙虚精進」である。陸上自衛隊剣道連盟副会長、関東自衛隊剣道連盟会長を務める。

## 略歴
- 1952年（昭和27年）4月：山形県鶴岡市に生れる。父親は警察官。
- 1958年（昭和33年）：父親の指導のもと剣道を始める。
- 1975年（昭和50年）3月：防衛大学校（第19期）卒業、陸上自衛隊入隊（幹候56期）
- 1986年（昭和61年）7月：3等陸佐
- 1989年（平成元年）7月：2等陸佐
- 1991年（平成03年）8月：第4特科群第120特科大隊長
- 1994年（平成06年）
  - 1月1日：1等陸佐
  - 4月1日：自衛隊福岡地方連絡部募集課長[2]
- 1996年（平成08年）
  - 3月25日：陸上自衛隊幹部学校研究員[3]
  - 8月1日：陸上幕僚監部人事部募集課総括班長[4]
- 1998年（平成10年）4月1日：第11特科連隊長
- 2001年（平成13年）1月11日：中部方面総監部防衛部長[5]
- 2003年（平成15年）3月27日：福岡地方連絡部長[6]
- 2005年（平成17年）1月12日：陸将補、第9師団副師団長兼青森駐屯地司令
- 2006年（平成18年）8月4日：陸上自衛隊輸送学校長[7]
- 2008年（平成20年）11月：剣道八段昇段[8]
- 2009年（平成21年）3月24日：同学校長退任、退官[9]